# Valentin Moritz
Valentin Moritz (* 26. Januar 1987 in Bad Säckingen) ist ein deutscher Schriftsteller.

## Leben
Valentin Moritz wuchs in Südbaden auf und studierte nach dem Abitur Hispanistik, Germanistik und Allgemeine und Vergleichende Literaturwissenschaft an der Freien Universität Berlin. Im Anschluss an eine Berufstätigkeit als Literaturagent arbeitet er seit 2019 als freiberuflicher Autor.
Für sein im Jahre 2020 veröffentlichtes Buch Kein Held: Erinnerungen, in welchem er die Lebensgeschichte seines Großvaters aufarbeitet und sich mit den landwirtschaftlichen Wurzeln seiner Familie befasst, wurde er mit dem Preis der Hochschwarzwälder Buchmesse ausgezeichnet. 2022 veröffentlichte er das Werk Vermessungen einer Liebe, in welchem er die fiktive Geschichte des ehemaligen Lehrers Arne Holm erzählt, welcher auf die schiefe Bahn gelangte und gegen die Widrigkeiten des Alltags ankämpft, während er auf der Suche nach Liebe und Zuneigung ist. Das 2023 von Moritz gemeinsam mit Donat Blum herausgegebene Sammelwerk Oh Boy: Männlichkeit*en heute wurde anfänglich außerordentlich positiv rezipiert. Bis der literarische Beitrag von Moritz insbesondere auf Instagram mit unbelegten Vorwürfen überzogen wurde und der Kanon Verlag den Vertrieb des Buches stoppte. Aufgrund einer ausufernden Welle von Cybermobbing zog sich Moritz aus dem Literaturbetrieb zurück.

## Auszeichnungen
Sein literarisches Schaffen wurde umfangreich durch Stipendien und staatliche sowie private Zuwendungen gefördert. So erhielt er 2016 ein Arbeitsstipendium der Kunststiftung Baden-Württemberg, 2017 ein Aufenthaltsstipendium des Künstlerhauses Lauenburg, 2019 das Kulturaustauschstipendium des Berliner Senats in Zusammenarbeit mit dem Goethe-Institut Bogotá, 2020 ein Arbeitsstipendium der Kunststiftung Sachsen-Anhalt unter Bezuschussung der Kloster Bergesche Stiftung sowie am Ende des Jahres den Posten als Rottweiler Stadtschreiber, 2021 ein Literaturstipendium des Landes Baden-Württemberg sowie ein Recherchestipendium des Berliner Senats und 2023 Aufenthaltsstipendien sowohl im Künstlerhaus Edenkoben der Stiftung Rheinland-Pfalz für Kultur als auch im mare-Künstlerhaus der Roger-Willemsen-Stiftung.

## AnthologieOh Boy: Männlichkeit*en heute(2023)
Nach Veröffentlichung der Anthologie Oh Boy: Männlichkeit*en heute., die Moritz gemeinsam mit Donat Blum als Co-Herausgeber verantwortete und in der insgesamt 18 Autorinnen und Autoren ihre Perspektive auf Männlichkeit dokumentierten, geriet, nach zunächst weitgehend positiver Resonanz für das Gesamtwerk, insbesondere ein Beitrag von Moritz, in dem er seine Perspektive auf einen von ihm mutmaßlich verübten sexuellen Übergriff gegenüber einer Frau schilderte, in umfangreiche öffentliche Kritik.
An dem Buchprojekt waren außerdem Michael Fehr, Dinçer Güçyeter, Kim de l’Horizon, Friedemann Karig, Thomas Köck, Kristof Magnusson, Hermes Phettberg, Jayrôme C. Robinet, Daniel Schreiber, Deniz Utlu, Peter Wawerzinek, Philipp Winkler sowie Mithu Sanyal beteiligt. Der verantwortliche Kanon Verlag entschied sich nach der Kritik dafür, die Auslieferung des Buches zu stoppen und das Buch letztendlich gänzlich aus dem Verkehr zu ziehen.
Im Beitrag mit dem Titel „Ein glücklicher Mensch“ schildert Moritz, wie er selbst eine „Grenze überschritten“ habe, indem er den Körper einer Frau in einer Situation berührte, in der er „ahnen hätte können, dass sie das nicht wollte“. Im Beitrag, der, wie er betont, rein literarischen Charakter haben soll, merkte er an, dass er sich in der Folge „feige und wortlos“ davonmachte, als das Tatopfer sich seinem Willen entzog. Moritz schreibt: „Ich will kein Täter sein, aber ich bin mindestens einmal einer geworden: Ich habe einen sexualisierten Übergriff begangen“ und reflektiert über die Tatschuld seines literarischen Ichs.
Trotz der Bemühungen seitens des Autors, die beschriebene Situation weitestgehend zu anonymisieren, publizierte das Instagram-Profil „keineshowfuertaeter_berlin“ ein Statement, in dem ein „Ich“ behauptet, sich in den Erzählungen wiederzuerkennen, und zum Boykott des Buchs aufruft. Die vermeintliche Person hinter dem Statement ließ weiter verlautbaren, dass sie seit Veröffentlichung des Buches eine „nicht enden wollende emotionale Achterbahnfahrt“ erlebe. Nachdem sie gerade erst begonnen habe, den Eingriff in ihre sexuelle Selbstbestimmung zu verarbeiten, werde sie nun durch die Veröffentlichung erneut mit ihrem Trauma konfrontiert. Besonders störe sie, dass der Autor den Übergriff nutzt, um sich medial zu profilieren. Der Verarbeitung ihres Traumas in Form eines Buchbeitrags habe sie im Rahmen einer entschuldigenden Aussprache mit Moritz in Folge der Tat explizit nicht zugestimmt, bei der er sich allerdings nicht entschuldigte, sondern ankündigte, die Tat aus Täterperspektive literarisch verarbeiten zu wollen. Eine Veranstaltung des Internationalen Literaturfestivals Berlin zur Anthologie, zu der die Herausgeber nicht eingeladen waren, wurde von Deniz Yücel in der Welt kritisiert.
Ein erstes umfassendes Bild der „Causa Oh Boy“ zeichnete erstmals die Recherche von Nadine Brügger, die fast ein Jahr später am 3. Juli 2024 in der NZZ erschien. Darin gibt Valentin Moritz an, dass er gegenüber der Frau hinter den Vorwürfen weder „Zwang noch Gewalt“ ausgeübt habe. Er wird zitiert mit: „Dieser Artikel hat mich fertiggemacht. Weil das, was sie mir darin vorwirft, mehr ist, als tatsächlich passiert ist“. Sowie: „Ich habe ihr nonverbales Nein sofort akzeptiert und meine Hand zurückgezogen. Es gab weder Zwang noch Gewalt.“ Der Artikel legt dar, wie die Vorwürfe gegen das Buch, Valentin Moritz und Donat Blum in den sozialen Medien stetig ausgeweitet wurden, wie am Buch Beteiligte unter Druck gesetzt wurden und wie sich auch etablierte Medienhäuser in ihren Analysen und Beurteilungen ausschließlich auf zwei ungeprüfte Quellen abstützten: Ein Artikel mit Zitaten einer Frau mit dem Pseudonym „Rabea“ auf RBB24.de, der nachträglich ohne Kenntlichmachung abgeändert wurde, sowie das ebenfalls anonym und vage gehaltene „Statement der Betroffenen“, der an dieser Stelle das Pseudonym „Josi“ gegeben wurde.

## Bücher
- 2019: Bahía Salvador. Sukultur Verlag. ISBN 978-3-95566-089-5
- 2020: Kein Held: Erinnerungen. Badischer Landwirtschaftsverlag. ISBN 978-3-9818089-8-8.
- 2021: Der Gart. Literatur Quickie. ISBN 978-3-945453-81-0
- 2022: Vermessungen einer Liebe. Geest-Verlag. ISBN 978-3-86685-830-5
- 2023 (mit Donat Blum als Herausgeber): Oh Boy: Männlichkeit*en heute. Kanon Verlag. ISBN 978-3-98568-066-5 (vom Verlag zurückgezogen)